# Tåget över Bält
Tåget över Bält var ett svenskt fälttåg mot Danmark, som fördes över isarna och öarna mellan Jylland och Själland. Fälttåget pågick mellan den 30 januari och den 15 februari 1658, och det slutade med en avgörande seger för Sveriges kung Karl X Gustav under dennes första danska krig.
Den 5 juni 1657 förklarade Danmark krig mot Sverige, samtidigt som Sverige var hårt pressat i krigen mot Polen och Ryssland. Trots att Karl X Gustav var djupt indragen i konflikten med Polen, valde han att förflytta huvuddelen av sin armé till Jylland för att invadera Danmark. Kungens ilmarscher överraskade de danska trupperna och huvuddelen tvingades att retirera till fästningen Frederiksodde, som stormades och intogs av svenskarna den 24 oktober. Med Jylland säkrat ville Karl X Gustav fortsätta vidare mot Köpenhamn på Själland, men han hindrades av de danska sunden och den danska flottan. Då 1600-talet var det kallaste århundradet under lilla istiden och vintrarna i Skandinavien var mycket kalla, planerade kungen att utnyttja kölden genom att vänta till dess att tillräckligt tjock is hade bildats på sunden, för att därefter genomföra en riskabel marsch över isen.
Efter noggranna rekognosceringar inledde kungen sin marsch den 30 januari 1658 från Jylland över det isbelagda sundet Lilla Bält till Fyn. Svenska trupper besegrade danskarna vid Tybrind Vig och Iversnæs udde, och efter några dagar hade svenskarna ockuperat hela Fyn. För att avvärja risken att de svenska trupperna skulle bli isolerade på Fyn, undersökte Karl X Gustav möjligheterna att passera isen över Stora Bält till Själland. När isen vid södra Fyn bedömdes vara tillräckligt tjock, beslutade kungen den 5 februari att gå över isen till Langeland. Han fortsatte sedan genom Lolland och Falster och landsteg på Själland den 11 februari. När svenska förband den 15 februari stod 22 kilometer utanför Köpenhamn, valde kung Fredrik III av Danmark att villkorslöst sluta fred med Sverige, och det svenska fälttåget avslutades.
Karl X Gustavs vågspel slutade med ett katastrofalt nederlag för Danmark, och detta ledde till den för Sverige mycket gynnsamma freden i Roskilde den 26 februari 1658. Resultatet av fredsuppgörelsen blev att Danmark avträdde Skåne, Blekinge, Halland, Bohuslän, Bornholm och Trondheims län till Sverige; de två sistnämnda återlämnades till Danmark 1660 efter Karl X Gustavs misslyckade försök att besegra Danmark fullständigt i ett andra krig. I historieskrivningen har flera historiker lyft fram fälttåget och den därav resulterande Roskildefreden, som de händelser som har givit Sverige dess nuvarande "naturliga" gränser. Likaså har händelserna givit upphov till en långvarig diskussion kring generalkvartermästaren Erik Dahlberghs roll för kungens beslut att marschera över Stora Bält. 

## Bakgrund
År 1655 inledde kung Karl X Gustav ett fälttåg mot Polen i syfte att få kung Johan II Kasimir att avsäga sig alla anspråk på den svenska kronan, liksom att erövra de polska provinserna Kurland och Preussen. Det svenska riket skulle utvidgas samtidigt som kontrollen över den inkomstbringande Östersjöhandeln skulle ytterligare stärkas. Men kriget i Polen gick trögt. Trots flera viktiga taktiska segrar på slagfältet, och likaså erövringen av Warszawa, var Karl X Gustav oförmögen att föra kriget till ett avslut. Polackerna gjorde hela tiden motstånd och polska gerillaförband utförde angrepp på de svenska trupperna bakifrån. Dessutom hotade Polens grannar att blanda sig i kriget. Både Österrike och Nederländerna sände militär hjälp till Polen, och Sveriges tidigare allierade, Brandenburg, valde att byta sida i konflikten. Ryska trupper hade 1656 gått över gränsen till det svenska Livland och belägrat Riga.
År 1657 var Danmark redo att anfalla Sverige för att riva upp den förhatliga freden i Brömsebro från 1645, då man hade tvingats avträda Gotland, Ösel, Jämtland, Härjedalen, och under en 30-årsperiod också Halland, till Sverige. Men den danska ledningen, med kung Fredrik III i spetsen, insåg att de inte var tillräckligt starka för att på egen hand kunna besegra Sverige. Danmark försökte skaffa allierade hos Polen, Österrike och Nederländerna, och därmed kom situationen på sommaren 1657 att te sig mycket fördelaktig ur dansk synvinkel. Den 5 juni 1657 överlämnade den danske fodermarskalken Christian Wiborg den formella danska krigsförklaringen till guvernören Erik Stenbock i Halmstad, och den 20 juni anlände krigsförklaringen till Karl X Gustavs läger i Thorn. Den svenska armén var djupt involverad i krigen mot både Polen och Ryssland, och danskarna kunde utnyttja detta för att pressa Sverige ytterligare. I det alltmer prekära läge som uppstått, sökte Karl X Gustav och hans rådgivare en lämplig lösning på konflikten i Polen. Ett krig med Danmark öppnade en sådan möjlighet, då en snabb seger skulle stärka Sveriges position och förhoppningsvis avskräcka andra makter, främst Österrike, från djupare inblandning i det polska kriget.

### Intåget i Jylland och stormningen av Frederiksodde

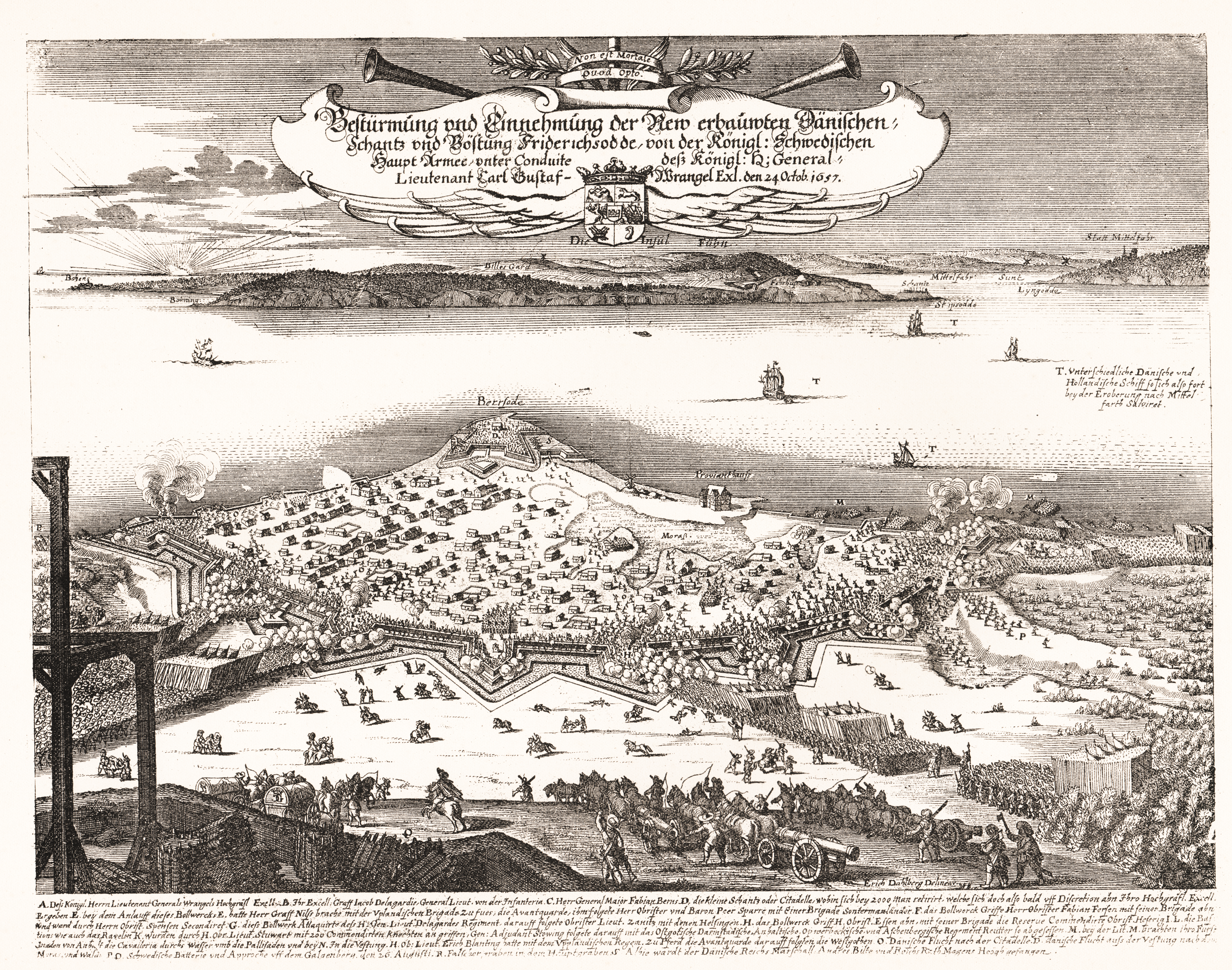
Samtida kopparstick över stormningen av Frederiksodde.

Karl X Gustav ville undvika att ännu en gång hamna i ett dödläge, med ett utdraget krig utan något militärt avgörande i sikte. Denna tanke var med säkerhet intensivt aktuell för kungen under den tid han ledde sin armé i ilmarscher från Polen, genom Pommern och mot Jylland. Kungens armé räknade omkring 17 000 man, där endast 4 000 var rikssvenskar medan huvuddelen var utländska legosoldater. Förflyttningen till Jylland gick snabbt; redan den 25 augusti stod den svenska armén utanför den starka danska fästningen Frederiksodde på södra Jyllands östkust. Då hade mindre danska styrkor besegrats längs vägen, men något militärt avgörande hade man inte uppnått och den danska ledningen kände sig trygg i förvissningen om att Frederiksodde skulle skydda de danska öarna. Kriget utspelades dessutom vid andra fronter. Svenska trupper under överste Per Brahe och fältmarskalk Gustaf Otto Stenbock bekrigade danskarna i Skåne och Halland, liksom i Bohuslän och Jämtland under den så kallade Krabbefejden. Efter den oavgjorda striden vid Møn under hösten 1657 hade den svenska flottan återvänt till basen i Stockholm för vintervila. Även den danska flottan gjorde sig redo att avrusta inför vintern. Båda parter verkade ställa in sig på att dödläget skulle bestå under de kalla månaderna.
Men Karl X Gustav visste att den svenska arméns position på Jylland var sårbar och det gällde att handla snabbt och åter gripa initiativet i kriget. Den 24 oktober 1657 föll Frederiksodde oväntat för en målmedveten svensk stormning under fältmarskalk Carl Gustaf Wrangels ledning. Fästningen föll och hela den danska garnisonen, med flera av den danska arméns bästa förband, kapitulerade, och den danske riksmarsken Anders Eriksen Bille tillfångatogs och dog några veckor senare. Då svenskarna nu kontrollerade hela Jylland blev Frederiksoddes fall en katastrof för Danmark, eftersom danskarna därmed hade förlorat låset till de danska öarna. Under tiden efter stormningen av Frederiksodde kände sig den svenska krigsledningen osäker. Man var rädd för ett anfall från Brandenburg mot Svenska Pommern och sedan mot armén som befann sig på Jylland. Det var bråttom att få Danmark på knä om inte även detta krig skulle vändas mot dem, och därför satte svenskarna upp målet att angripa Köpenhamn. Men för att ta sig dit måste de hitta ett sätt att ta sig över till ön Fyn. De danska trupperna på ön förstod att en invasion var nära förestående.

## Rekognosceringar längs Lilla Bält

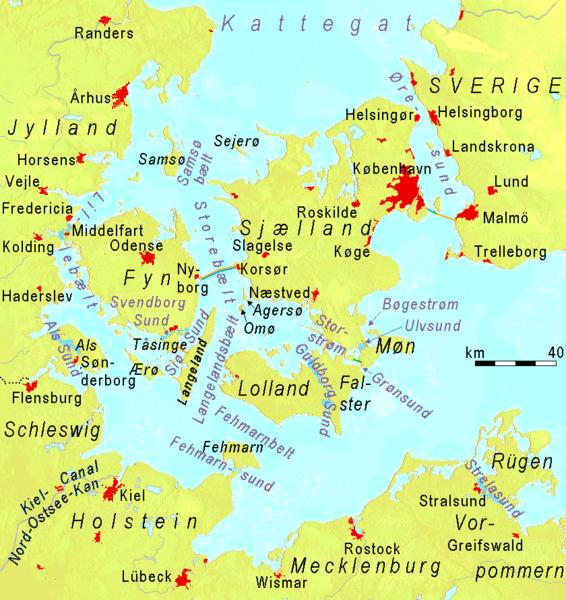
Karta över Fyn och Själland.

Uppdraget att i detalj framställa en plan för övergången gick till Carl Gustaf Wrangel, vilken samtidigt skulle förbereda sig för möjliga danska landstigningsförsök på Jylland. Den 9 januari 1658 höll Karl X Gustav en militärkonferens i Kiel ihop med Wrangel, pfalzgreven Filip av Sulzbach, markgreven Karl Magnus av Baden-Durlach och flera höga officerare och civila befattningshavare. Det främsta alternativet för att landstiga på Fyn var med skeppsmajoren Tönnes Spechts lilla eskader om fem örlogsfartyg från Wismar, som i mitten av december 1657 samlades i Sønderborg och man beslagtog flera transportfartyg från Vendsyssel och Samsø som fraktade spannmål till Lübeck. Men istäcket kom allt närmare och man var osäker på om hela kavalleriet kunde transporteras över. Isen bredde ut sig snabbt och kylan höll i sig; inom några dagar hade isen brett ut sig så långt man såg. Att ta sig över till Fyn med transportfartyg var nu inte att tänka på om övergången skulle ske det året. Nu återstod bara ett tänkbart alternativ, en ismarsch över Lilla Bält, sundet mellan Jylland och Fyn. I konferensen var det flera deltagare som rapporterade om isbildningar längs Jyllands ostkust, vid Assens färja, vid Haderslev och vid Flensburg.
Mellan den 22 och 23 januari skickade Karl X Gustav order till flera militära chefer om att undersöka isläget runt Fyn och hitta en väg över isen till Ærø och vidare till Fyn och Langeland. Den 24 januari rapporterade Wrangel att han hade ridit längs kusten från Kolding till Frederiksodde och att vattnet var helt öppet. Ledningen diskuterade att utgå från en plats en bra bit söder om Frederiksodde och gå över isen mot Ærøsundet vid Assens på Fyn. Svenska spanare red ut på isen öster om Øsby och fick syn på Assens, men de gjorde bedömningen att isen fortfarande var för svag. En annan spaningspatrull utgick från Als mot Ærø, men den konstaterade att sundet var öppet och fyllt av isflak.
På morgonen den 26 januari gick en svensk patrull på fem man över isen till Brandsø, som låg 2 kilometer från Jylland i höjd med Middelfart. Där på ön överraskades de av 15 danska ryttare; fyra av svenskarna blev tillfångatagna men en lyckades ta sig tillbaka och rapportera händelsen till Wrangel. Han skickade direkt generaladjutanten Friedrich von Arensdorff med 50 ryttare och 150 fotsoldater till ön. På kvällen den 27 januari återvände Arensdorff och rapporterade att de danska ryttarna hade tagit sig till Brandsø och flytt tillbaka till Fyn över isen. Avståndet mellan Frederiksodde och Fyn var på det smalaste stället drygt 4 kilometer, medan det på det bredaste var 17 kilometer. Karl X Gustav gav order om att besätta Brandsø med 100 man, som senare förstärktes med ytterligare 300 man.
Den 28 januari red Wrangel med kavalleriet ut från Frederiksodde till Hejls i närheten av Hejlsminde Bugt, där samtliga kavalleriförband skulle samlas den 29 januari. Därefter skulle de påbörja ismarschen från en plats mellan byarna Anslet och Knudshöfft, sex kilometer söder om Hejls. Den 28 januari anlände Karl X Gustav till Haderslev och fick rapporter från Wrangel om dennes marschplan. Kungen godkände planen och gav Wrangel tillstånd att inleda marschen, även om kungen inte hunnit anlända dit, under förutsättning att isläget bedömdes vara gott. Den 29 januari anlände kungen till Hejls där Wrangel ännu inte hunnit inleda marschen. Senare samma dag skickades en styrka på mellan 500 och 600 soldater ut på isen för att rekognoscera vägen till Fyn. Styrkan nådde Iversnæs udde på andra sidan sundet, som besattes av danska trupper. Dessa hade byggt två redutter och andra befästningar samt låtit danska bönder skapa en vallgrav genom att riva upp isen nära stranden. Samtidigt upptäcktes en stark ström vid stranden som resulterade i en uppbruten isränna jäms med strömmen. Danskarna lät med hjälp av kanoner beskjuta den svenska styrkan, som under ett par timmar visade sig på isen innan den återvände till Jylland. På kvällen den 29 januari skickades generalkvartermästaren Erik Dahlbergh för att kontrollera det smalaste isläget vid Middelfart. Han kunde under natten konstatera att isen bar, och ilade i galopp till kungen med sin rapport. Men Karl X Gustav beslutade att kringgå Iversnæs udde och gjorde armén redo för uppbrott följande morgon. Under natten skickade han ut trupper för att med brädor och halm bygga broar över svaga ispartier och öppningar utanför Brandsø. Spaningspatruller skickades både norr och söder om Iversnæs udde för att göra mätningar av den starka strömmen. Svenskarna skulle ta sig ut över isen i relativt spridd formering för att minimera risken för att isen skulle spricka, vilket skapade ett problem då danskarna på Fyn därmed i god tid skulle kunna upptäcka den svenska armén när den var i antågande.

## Slagordning

### Svenska armén
På morgonen lördagen den 30 januari red Karl X Gustav ut med sin armé till Brandsø. Sedan ställdes armén upp på isen. Den beräknas enligt vissa källor ha uppgått till mellan 6 000 och 7 000 man, enligt andra källor till upp till 12 000 man. Kavalleriet ställdes upp i två flyglar. Carl Gustaf Wrangel tillsammans med generallöjtnant Clas Tott ledde den högra flygeln med 1 500 man, medan den vänstra flygeln med 2 300 man stod under kungens befäl. Men eftersom kungen rörde sig fram och tillbaka mellan förbanden hade generalmajoren Fabian Berendes det direkta befälet över vänsterflygeln. Infanteriet under generallöjtnant Jakob Kasimir De la Gardies ledning framryckte bakom kavalleriet och skulle ta en annan och längre väg över isen, samtidigt som man medförde både artilleri och trossvagnar, varför man inte kunde delta i striden mot det danska försvaret. Samtliga förband skulle sammanstråla vid Tybrind Vig norr om Iversnæs udde, ungefär 5 kilometer från Brandsø.
Drygt 40 svenska regementen skulle rycka fram mot Fyn. Några hade till följd av striderna och sjukdomarna smält samman till grupper om några tiotal man, medan andra uppgick till 500 man eller fler. I spetsen för kavalleriet marscherade Drabantkåren, kungens livvakt och arméns främsta elitförband. I kavalleriet ingick Smålands, Upplands, Västgöta och Östgöta ryttare. Från Finland kom Fabian Berendes dragoner från Åboland, Henrik Horns ryttare från Tavastland och Åbo läns ryttare under befäl av överste Gustaf Kurck. I infanteriet ingick Hälsinge, Kalmar, Kronobergs, Närke-Värmlands, Skaraborgs, Södermanlands och Upplands regementen. I spetsen marscherade Livgardet, där svenska gardister blandades med flera hundra värvade tyska soldater som fyllt ut gardets led sedan regementet under sin tid i den polska staden Thorns garnison hade decimerats svårt av pesten.

### Danska armén

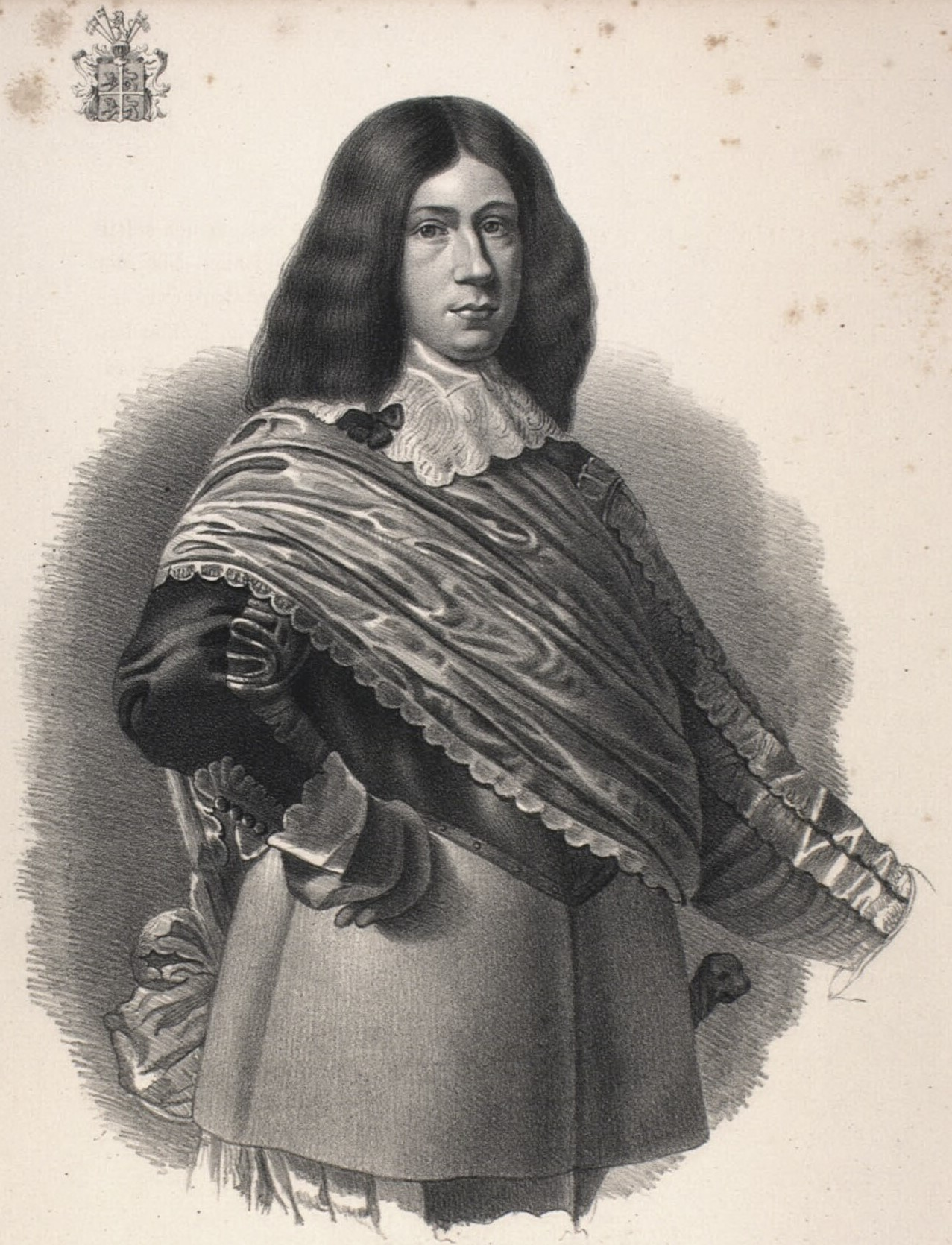
Ulrik Christian Gyldenløve i Jens Peter Traps bok Berømte danske mænd og kvinder från 1868.

På den danska sidan rådde stor oordning och stora brister. Högste chef var Ulrik Christian Gyldenløve, halvbror till kung Fredrik III, och hade liten erfarenhet som militär befälhavare. De danska trupperna hade brist på erfarna danska officerare, och den sammanhållande ledningslänken var bruten eftersom flera officerare kom från Nederländerna, Frankrike, Skottland och de tyska staterna. Danskarna hade akut brist på kläder, mat och spannmål, eftersom stora förråd som tidigare skickats till Frederiksodde hade hamnat i svenska händer. De danska förbanden tvangs förläggas i Fyns städer och byar och de förbrukade snabbt allt proviantöverskott som fanns. Sjömän sattes i land från de danska örlogsfartygen, men dessa sjömän var dåligt klädda och fick sina fötter förfrusna. Foderbristen i Fyn gjorde att flera hästar på ön dog av svält, vilket tvingade ett kavalleriregemente från Själland att ta sig över till Fyn utan sina hästar. Gyldenløve förfogade över kanske 5 000 man fördelade över hela ön. Av dessa var 3 000 ryttare medan resten var fotsoldater och uppbådade bönder. Men mot bakgrund av de problem som rådde på ön, fanns styrkan till stor del bara på papperet. Gyldenløve blev dessutom hastigt sjuk och han kunde därför inte sitta på häst, vilket fick till följd att han tvingades överföra befälet till generalmajor Jens von Løwenklau. Vid Iversnæs udde stod omkring 4 500 man, varav 1 500 uppbådade bönder. Løwenklau upprättade sitt högkvarter i Wedellsborgs säteri nära Iversnæs udde.

## Tåget över Lilla Bält

### Striderna vid Tybrind Vig och Iversnæs udde
På morgonen den 30 januari upptäckte danskarna svenska förtrupper, bestående av 400 ryttare under befäl av överste Casper Borneman, som red ut mot Tybrind Vig. Med sig hade Borneman 200 avsuttna dragoner som på slädar och kälkar medförde bjälkar, brädor, stegar, tunnor och halm för broslagning över vakar och svag is. Efter upptäckten flyttade danskarna en del förband från Iversnæs till Tybrind Vig och drabbade där samman med svenska spaningsförband. Över hela Fyn ringde kyrkklockorna om att svenskarna var på väg. De svenska soldaterna satte halmstrån i hattarna som kännetecken och utdelade fältropet "Hjälp, Jesus!".

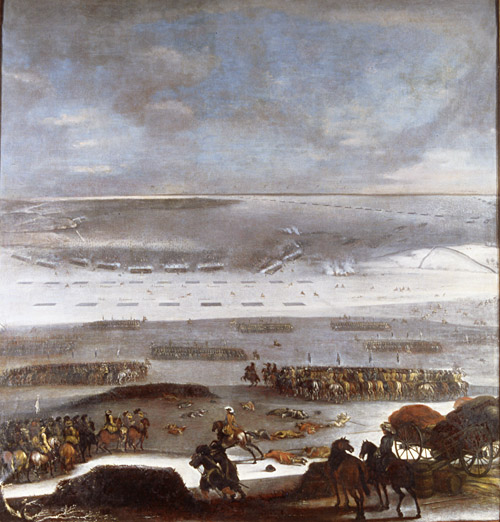
Tåget över Lilla Bält och slaget vid Ivesnaes 1658. Målning (1693) av Johann Philip Lemke.

Wrangels flygel började rida ned på isen. Karl X Gustav höll tillbaka sin flygel som taktisk reserv ifall danskarna skulle göra ett motanfall över isen mot den svenska trossen på Brandsø. Något sådant kom aldrig och lite senare satte sig vänsterflygeln under kungen och Berendes i rörelse på isen. Av de nio danska kavallerikompanier som bevakade Fyns kustlinje från Middelfart till Langeland beordrades tre till fyra att omgående bege sig norrut till Iversnæs udde. Men de hann inte fram i tid. Bornemans förtrupp red in i Tybrind Vig och anföll rakt upp på stranden och rev upp Hannibal Sehesteds danska kavalleriregemente. Danska förstärkningar anlände snabbt från Iversnæs udde, något som observerades av kungen ute på isen. Han beslöt då att förena sin kavalleriflygel med Wrangels för att man skulle kunna stödja varandra vid landstigningen.
Det danska kavalleriet ställde upp sig i stridsformering på båda sidor om den lilla infanteristyrkan och det artilleri man förfogade över. Karl X Gustav försökte angripa fienden både från sjösidan och i sidan från land. Wrangel beordrades att med en del av sin flygel anfalla rakt upp på stranden mot den danska fronten. Den andra hälften av hans flygel fördes över i en nordligare väg till kungens flygel. De red iland på Ruds udde norr om Tybrind Vig, och i skydd av ett skogsparti gick man runt och anföll danskarna från norr och öster. Medan Wrangels flygel red mot stranden, brast isen fläckvis upp bakom dem, och två ryttarskvadroner ur Waldecks och Königsmarcks tyska regementen försvann ned i djupet. Även under kungens jaktsläde öppnade sig isen och hela ekipaget, hans livknekt och tre draghästar slukades av vattnet. Men kungen hade strax dessförinnan lämnat släden och stigit till häst för att leda anfallet mot stranden.

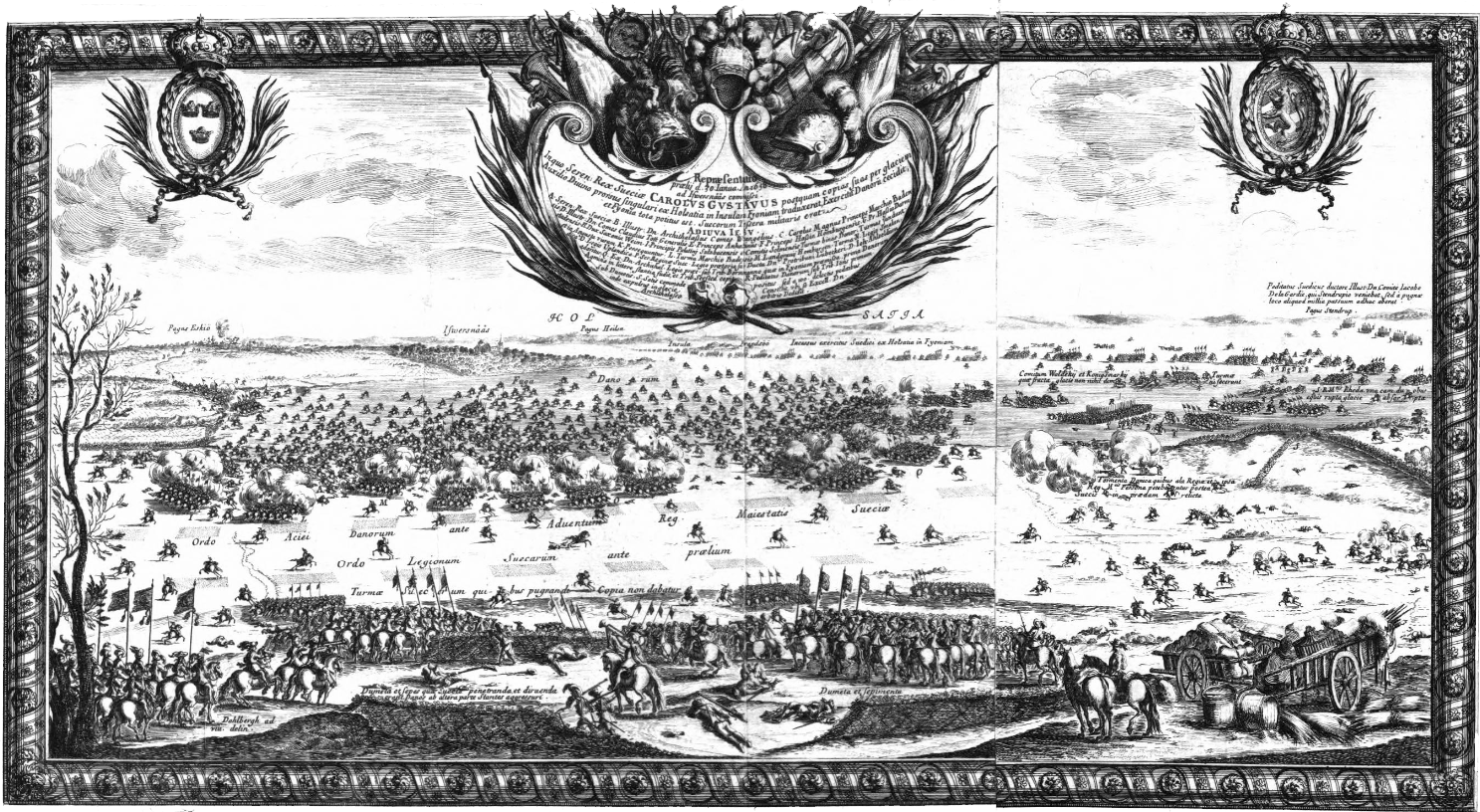
Slaget vid Iversnæs. Kopparstick (1658) av Erik Dahlbergh.

Under drabbningen fick den danske generalmajoren von Ahlefeldt syn på Karl X Gustav och lät rikta sina kanoner mot honom. Flera kanonkulor slog ner framför kungens häst och en kanonkula kastade upp skräp som lätt skadade kungens vänstra öga. Dahlbergh red vid hans sida och klarade sig oskadd. När kungen kort därefter red upp på en liten kulle för att observera de svenska ryttarnas anfall blev han omringad av ett antal danskar, men Dahlbergh skaffade snabbt hjälp som drev bort danskarna.
Wrangel ansattes hårt av danskarna, vilket Karl X Gustav observerade, och han skickade Tott med Upplands ryttare som förstärkning. Det svenska anfallet på stranden och runt den danska försvarslinjen lyckades, och det danska försvaret bröt samman. von Løwenklau insåg att hans trupper skulle krossas mellan svenskarnas två avdelningar, och han red fram till Wrangel, som han kände sedan tidigare, och begärde kvarter, vilket beviljades honom och hans soldater. Vid tiotiden på förmiddagen var striden över. Av de fem danska kavalleriregementen som ställts upp vid stranden återstod efter den korta striden endast två. Ett antal danska soldater hade stupat, men huvuddelen kapitulerade och togs tillfånga. De svenska förlusterna under striden var relativt små, bortsett från Waldecks och Königsmarcks skvadroner som gick genom isen. Kungens vågspel hade lyckats genom en operation som tog endast några timmar att genomföra.
Karl X Gustav hade nu skapat sitt brohuvud på Fyn och senare ryckte förband efter förband upp på fast mark, tillsammans med artilleriet och hela trossen. En stor del av kavalleriet ryckte inåt landet för att förfölja de spridda danska trupper som flydde. Bondeuppbådet vid Iversnæs udde bröt samman när svenska förband under Totts befäl anföll dem från Tybrind Vig. Flera bönder höggs ner av de svenska ryttarna innan huvuddelen av uppbådet kapitulerade inför övermakten.

### Ockupationen av Fyn

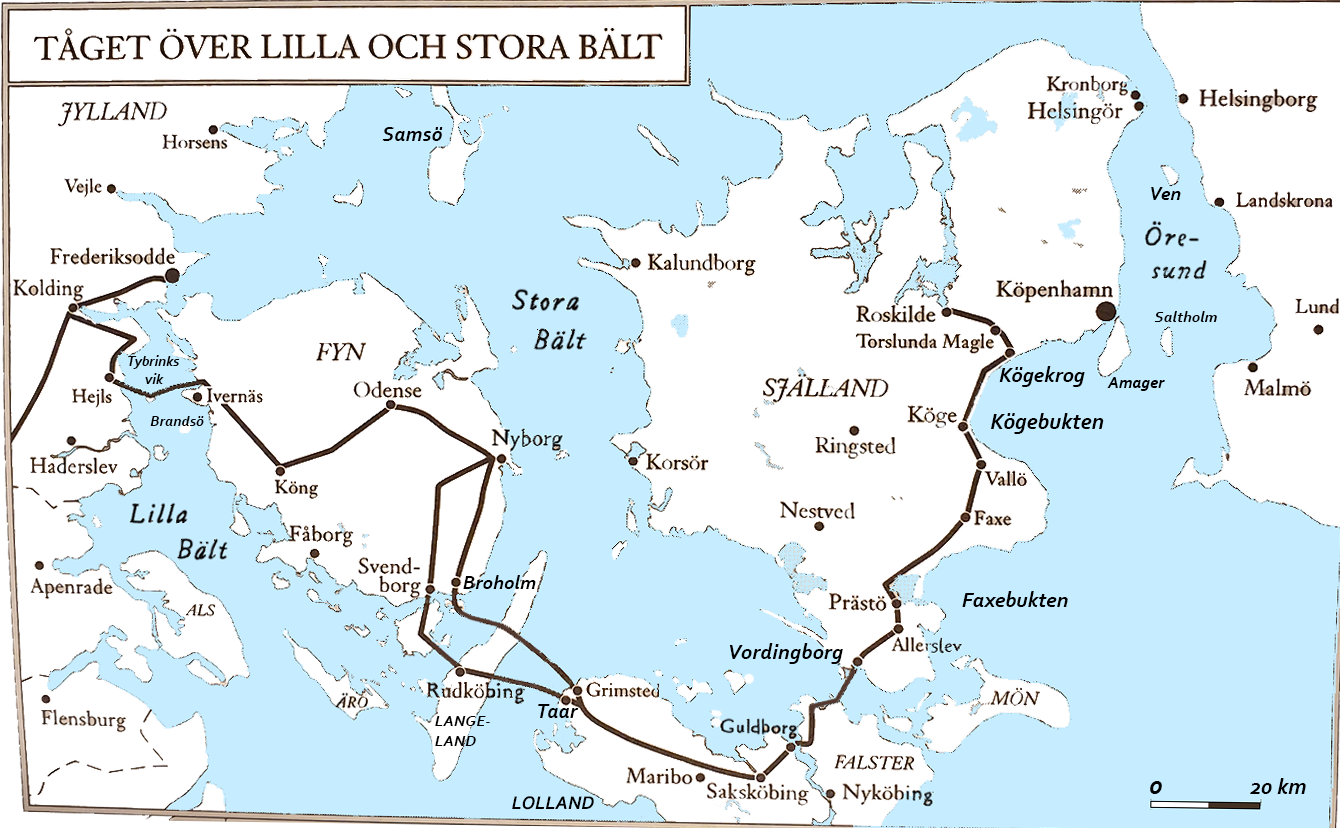
Karta över tåget över Lilla och Stora Bält.

När nyheten om den lyckade svenska landstigningen spred sig över ön bröts den danska motståndsviljan. Mindre danska uppbåd på olika platser i Fyn kapitulerade, eller så vandrade soldaterna hem. Enstaka danska ryttare tog sig över till Själland, sedan de stulit egendom från bönder eller plundrat den danska kronans förråd på insamlade skattemedel. På lördagskvällen red major Sylcke och 150 svenska ryttare ur Wittenbergs kavalleriregemente in i Odense. Staden var obefäst och bevakades av en dansk ryttarstyrka under ledning av överste Steen Bille, och denna styrka kunde efter en kort strid avväpnas. I Odense befann sig även Gyldenløve, som tillfångatogs tillsammans med de danska riksråden Iver Vind, Jörgen Brahe, Gunde Rosenkrantz och Henrik Rantzau. Den 31 januari intog svenska trupper Nyborg utan strid och tillfångatog riksrådet Otte Krag och flera höga danska officerare. Stora delar av den danska regeringen råkade därmed i svensk fångenskap. Officerarna skickades till fångläger i Frederiksodde, medan vissa högre uppsatta danskar fick behålla sina värjor och även gavs tillåtelse att lämna Odense.
En annan svensk styrka under överste Rutger von Aschebergs befäl ryckte norrut efter landstigningen och nådde Middelfart. På Hindsgavls slott, 2 kilometer norr om Middelfart, kapitulerade 450 tyska legosoldater i dansk tjänst under ledning av generalmajor Hindricksson. Legosoldaterna valde att övergå i svensk tjänst, samtidigt som svenskarna erövrade 60 kanoner och betydande förråd av ammunition och proviant. Längre söderut blev Assens intaget och plundrat av svenska fotsoldater. Dahlbergh skickades söderut med ett kompani Östgöta ryttare under ledning av ryttmästare Claes Niethoff. De övernattade i Fåborg, och den 31 januari anlände de till Svendborg som tagits av Berendes och hans två finska regementen. Berendes hade tidigare överraskat fyra danska kavallerikompanier som kom från Langeland till Fyns försvar. Efter en kort strid flydde danskarna.
På kvällen den 31 januari nådde Wrangels kavalleriförband fram till Nyborg, efter att de genomfört en fem mil lång krävande marsch tvärs över Fyn. Nyborg var ordentligt befäst, men även här kapitulerade de danska försvararna utan att bjuda motstånd. Endast fyra fastfrusna danska fartyg med besättningar under befäl av viceamiral Peter Bredal fanns kvar. Wrangel skickade major Christer Lillieberg till Bredal för att förmå denne att kapitulera, men Bredal valde att slåss. Svenska trupper ställde upp kanoner längs stranden och under ett par dagar växlade svenskarna och de danska fartygen skott med varandra. Den 2 februari lyckades de danska sjömännen såga upp en ränna i isen, och de kunde då dra fartygen utom skotthåll för de svenska kanonerna och återvända till Köpenhamn. Därmed upphörde den sista striden på Fyn.

### Följder och fredsanbud
Efter landstigningen vid Tybrind Vig begav sig Karl X Gustav till byn Eskør, som blev samlingsplats för de svenska förbanden. Kungen ville inte vänta på infanteriet och artilleriet som fortfarande befann sig ute på isen, utan beordrade deras chefer att efter landstigningen marschera söderut och säkra Assens. Själv bröt kungen upp från Eskør med kavalleriet. Färden gick till Køng, där  Dahlbergh etablerade de svenska förbandens nattkvarter och det kungliga sällskapet inkvarterades i sockenprästen Henning Clausen Bangs prästgård. Där höll Karl X Gustav krigsråd med Wrangel, markgreven av Baden-Durlach, den danske överlöparen Corfitz Ulfeldt och några andra höga befäl. Diskussionerna handlade främst om en eventuell marsch mot Själland. Den 31 januari anlände kungen till Odense, där han blev mottagen av biskop Laurids Jacobsen Hindsholm, borgmästare Thomas Brodersen Risbrich och flera präster och rådmän. Kungen valde att inrätta sitt kvarter och övernatta i Risbrichs borgmästargård på Overgade nr 11 i Odense, men den 1 februari flyttade kungen över till Dalum kloster. Sockenprästen i Dalum, Niels Bang, fick sin prästgård plundrad av svenska ryttare som också lät inkvartera sig där.
| ”             | "Min bedrøvede hustru og børn næppelig med livet undkom, saa vi elendige folk er i yderste armod bestæden." | „ |
| – Niels Bang. | |   |

Från Dalum kloster skickade Karl X Gustav brev med nyheten om erövringen av Fyn till hertig Fredrik III av Holstein-Gottorp, Filip av Sulzbach och den svenske ministern i Frankfurt am Main, Mathias Biörenclou. Dessa mottagare spred budskapet vidare till Englands ambassadörer i Haag och Paris. Den franske ambassadören Hugues Terlon var delaktig i fälttåget och i Dalum kloster skrev han en 13 sidor lång relation som han skickade till kardinal Jules Mazarin i Paris. Nyheten om marschen över Lilla Bält och det danska försvarets sammanbrott spreds över Europa. Den 1 februari nåddes Köpenhamn av nyheten om förlusten av Fyn, som enligt dess engelske ambassadör Philip Meadows sände chockvågor genom huvudstadens ledande kretsar. Den 3 februari skrev kung Fredrik III ett förslag om vapenstillestånd och fred med engelska anbud om fredsmedling mellan Sverige och Danmark. Under de följande veckorna arbetade Meadows ivrigt med att skapa fred mellan länderna, eftersom kriget påverkade handeln på Östersjön och i Skagerrak och Kattegatt, och en fortsatt eskalering skulle kunna resultera i ett storkrig med Österrike, Brandenburg, England och Frankrike. Fredsanbudet skickades den 4 februari av en av Meadows sändebud till Nyborg, där sändebudet mottogs av Wrangel, som vidarebefordrade honom till kungens kvarter i Odense dit han anlände på kvällen samma dag.

## Rekognosceringar längs Stora Bält

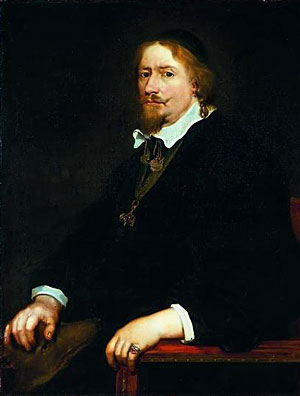
Corfitz Ulfeldt (1653) av Sébastien Bourdon.

Erövringen av Fyn öppnade intressanta möjligheter för den svenska armén, liksom erövringen av den befästa staden Nyborg som var låset till Stora Bält, sundet mellan Fyn och Själland. Där tog de också reda på hundratals danska kavallerihästar som övergivits på isen vid strandlinjen. Ryttarna från tre danska skvadroner hade lämnat sina hästar och sedan fortsatt till fots över Stora Bält, sannolikt till Sprogø. Andra danska ryttare flydde sydost över isen till Langeland, och därför cirkulerade uppgifter om att isen bar ända bort till Lolland. Kungen gav omgående befallning att inleda omfattande undersökningar av isens bärighet på olika ställen på Stora Bält.
| ”                                                                                     | "Det är intet tvivel att han gör det, om det är görligt. Ty hans vaksamhet och snabbhet förekommer och överraskar hans senfärdiga fiender och han försummar aldrig ett tillfälle att utnyttja ett övertag." | „ |
| – Hugues Terlon, Ur Terlons brev till kardinal Jules Mazarin daterat 2 februari 1658. | |   |

Allteftersom trupperna avancerade över Fyn, koncentrerades de svenska förbanden till Nyborg och Svendborg, som båda var utgångspunkter för ett eventuellt fortsatt avancemang över till Själland respektive Lolland. Utanför Nyborg rekognoscerade generaladjutanten Arensdorff och överstelöjtnanten Georg Henrik Lybecker isläget till Korsør på Själlandsidan. Erik Dahlbergh ledde undersökningarna längs rutten Svendborg via Langeland och över till Lolland. Via deras chefer Wrangel respektive Berendes skickades kontinuerliga rapporter om isläget till kungen. Den 1 februari rapporterade Wrangel till kungen ett rykte om att isen bar ända ute vid Tåsinge mellan Fyn och Langeland. Kungen var ivrig på att gå över isen till Langeland, men han började misströsta sedan han fick rapporter om att strömmen mellan Langeland och Lolland försvårade isbildningen. Frosten hade nu tagit sitt grepp om de danska öarna och den 2 februari kunde Lubecker rapportera att isen mellan Nyborg och Sprogø var stark nog, men på andra sidan Sprogø var isen ännu alltför tunn för att bära en hel armé.
Den 3 februari flyttade Karl X Gustav från Dalum in till borgmästargården i Odense. Sedan 1 februari hade kungen väntat på rapport från Berendes och Dahlbergh om isläget ut till Langeland, vilket gjorde honom mycket otålig.
| ”                                                                               | "Gud vet vad Fabian Berendes gör, att han inga svar sänder tillbaka. Hans kommendering behagar mig slätt intet, ty allt vad han tager sig före, måste gå långsamt; jag tror han har icke en gång sänt Dahlbergh bort eller strikt efterföljt de muntliga order jag honom genom Dahlbergh gav." | „ |
| – Karl X Gustav, Ur hans brev till Carl Gustaf Wrangel daterat 4 februari 1658. | |   |

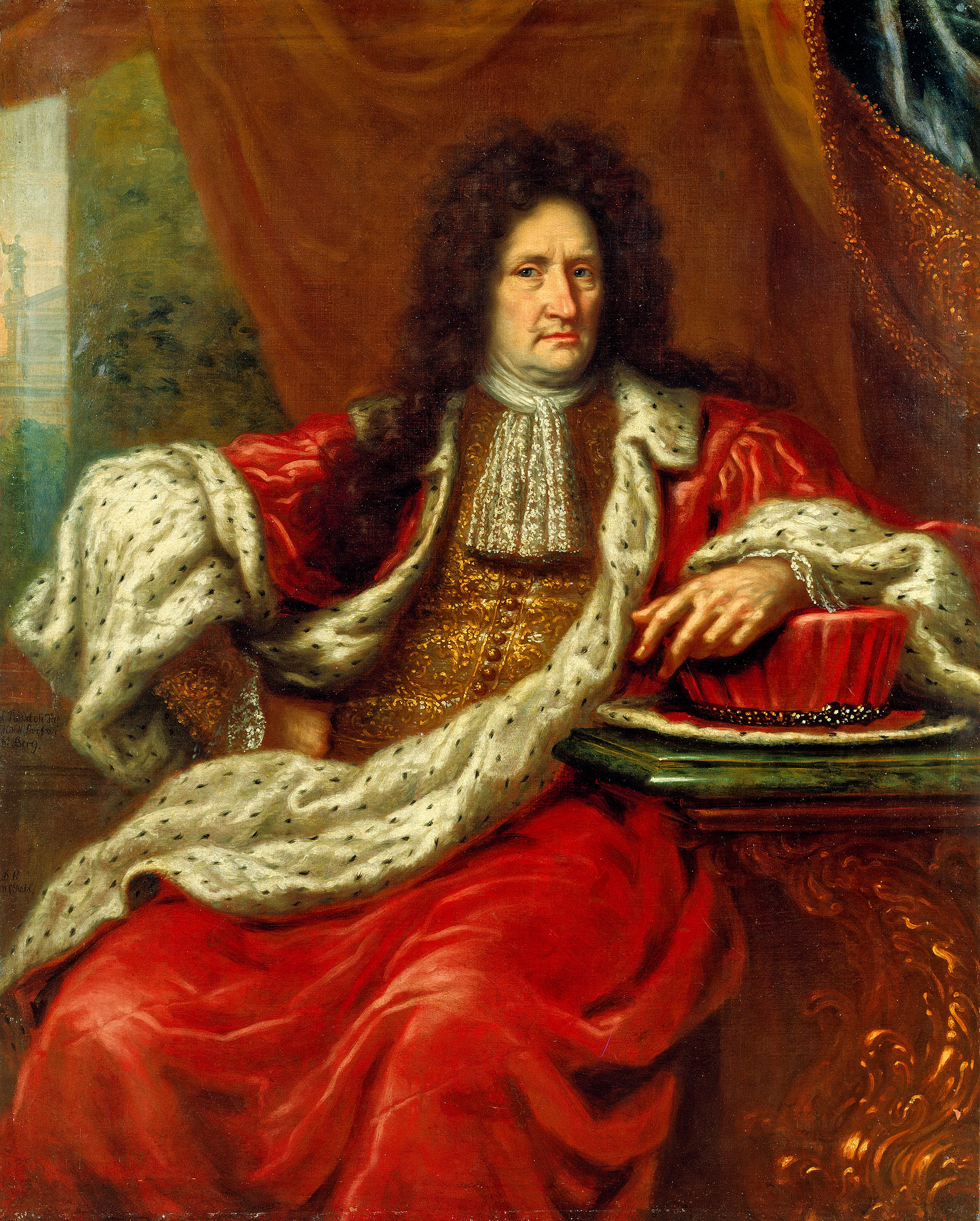
Erik Dahlbergh ledde isundersökningarna längs Stora Bält. Han skildrade dessa händelser i sitt diarium och sina dagböcker, där han kraftigt förstorade sina egna insatser. Målning av David Klöcker Ehrenstrahl.

Från dansk sida genomförde Dahlbergh noggranna undersökningar av isen. Den 2 februari anlände flyende danska ryttare från Fyn till den befästa staden Nakskov på Lolland och berättade att en svensk patrull hade dykt upp på Langeland. Dagen efter fick Nakskovs kommendant underrättelser om att svenskar besiktigade isens tjocklek från Langeland till Lolland. Dahlbergh fick sin order av Karl X Gustav den 31 januari, och eskorterad av 200 finska ryttare under överste Claas Uggla överskred Dahlbergh två isbelagda sund och nådde Longelse kyrka på Langeland den 2 februari, åtta mil från hans utgångspunkt på Fyn. Där grupperade Uggla med huvuddelen av kavalleriet, medan Dahlbergh och 40 ryttare under Niethoff gick över det 13 kilometer breda Stora Bält och kom i land vid Grimstedts herrgård. Där stod en dansk strandvakt på ett dussin ryttare som slog till reträtt medan en ryttare togs tillfånga, därtill två bönder som uppsnappades, och Dahlbergh transporterade fångarna över Stora Bält som levande bevis. På vägen tillbaka tog Dahlbergh åtskilliga borrprov av isen vid Rudkøbing på Langeland och inspekterade ett svenskt förband på Ærø. På kvällen den 4 februari, samtidigt som kungen fick förslaget om vapenstillestånd och fred från det engelska sändebudet, återvände Dahlbergh till Odense och rapporterade att isläget till Lolland var gott. Kungen beslöt att omgående resa till Nyborg för att där konferera med Wrangel och Corfitz Ulfeldt.
Kungen anlände till Nyborg vid tvåtiden på natten till den 5 februari. Där konstaterades på morgonen att isläget blivit osäkrare på detta avsnitt, då flera svenska spaningspatruller som prövade isen mot Korsør gick ned sig men ändå lyckades rädda sig från att gå under i isvakarna. Samtidigt kom ett väderomslag med storm och töväder. Vid det laget tycks kungen ha övervägt att dra tillbaka huvuddelen av armén till Jylland och lämna ett antal infanteriregementen som ockupationstrupp på Fyn med koncentration till Odense. Samma dag övervägde han att förhandla med kung Fredrik III och utsåg Ulfeldt och riksrådet Sten Nilsson Bielke till svenska fredsförhandlare till den danska motparten, rikshovmästaren Joachim Gersdorff och riksrådet Christen Skeel. Han föreslog att de svenska och danska förhandlingsdelegationerna skulle mötas i Rudkøbing den 13 februari, alternativt på Sprogø. Samtidigt utgick svenska patruller för att undersöka isen mot Falster, Langeland och Lolland, och rapporterade att väderomslaget inte hade påverkat isens bärighet i den södra delen av Stora Bält.
Mot slutet av eftermiddagen den 5 februari fattade Karl X Gustav beslutet att armén skulle gå via Langeland mot Lolland. I sällskap med Ulfeldt lämnade kungen Nyborg i spetsen för de där samlade kavalleriförbanden. Kvar i staden lämnade kungen Wrangel med infanteriet. Kungen tog sig snabbt ner till Svendborg, där före klockan elva på kvällen en svensk patrull om 60 man återvände från Grimstedt på Lolland. Patrullen hade plundrat gården och ridit tillbaka i sluten trupp i både trav och galopp, medförande ett antal fångar. Trots att vädret började växla drastiskt och gjorde att snön började smälta, hade man funnit isen vara tillräckligt bärkraftig ända till Lolland. Efter denna rapport beslöt kungen att gå vidare enligt planen. Han beordrade Wrangel att återigen undersöka isen mellan Nyborg och Korsør. Om isen fortfarande var alltför tunn skulle Wrangel omedelbart föra sina trupper söderut till Svendborg och gå vidare över isen i kungens fotspår.

## Tåget över Stora Bält

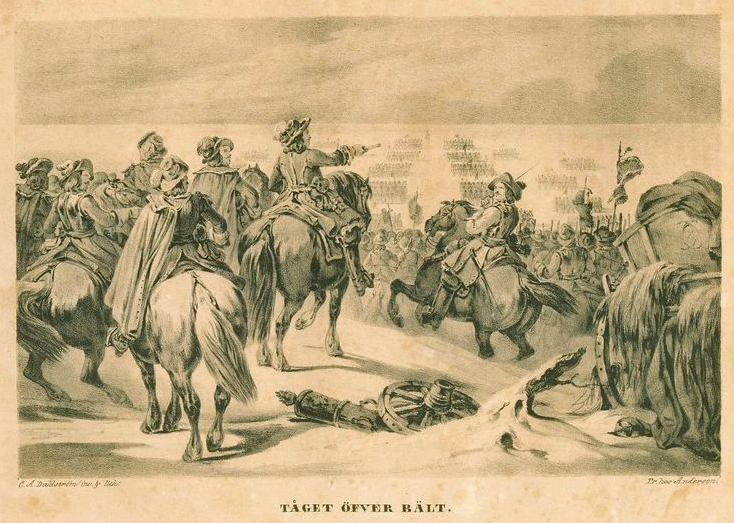
Tåget öfver Bält (1851) av Carl Andreas Dahlström.

På natten till den 6 februari gick mellan 2 000 och 3 000 svenska ryttare ut på isen utanför Svendborg ledande sina hästar vid tygeln. Tillsammans marscherade 370 fotsoldater ur Kalmar regemente. Karl X Gustav själv följde med eftertruppen ut på isen, och beordrade markgreven av Baden-Durlach att med större delen av kavalleriet gå över isen till Tåsinge och därifrån till Rudkøbing. Spaningspatruller red i förväg för att kontrollera isen. Flera skvadroner red dock iväg på plundringståg mot de danska gårdarna och kungen skickade furirskyttar och profosser för att försöka samla ihop dem. När de resterande trupperna begav sig ut på isen hade den smälta snön gjort isen mycket blöt. Men trots att vattnet på vissa ställen nådde högt på hästarnas ben, höll isen i det stora hela. Endast marginella förluster uppstod när små delar av förbanden hamnade vilse i nattmörkret och försvann ned i Östersjöns djup.

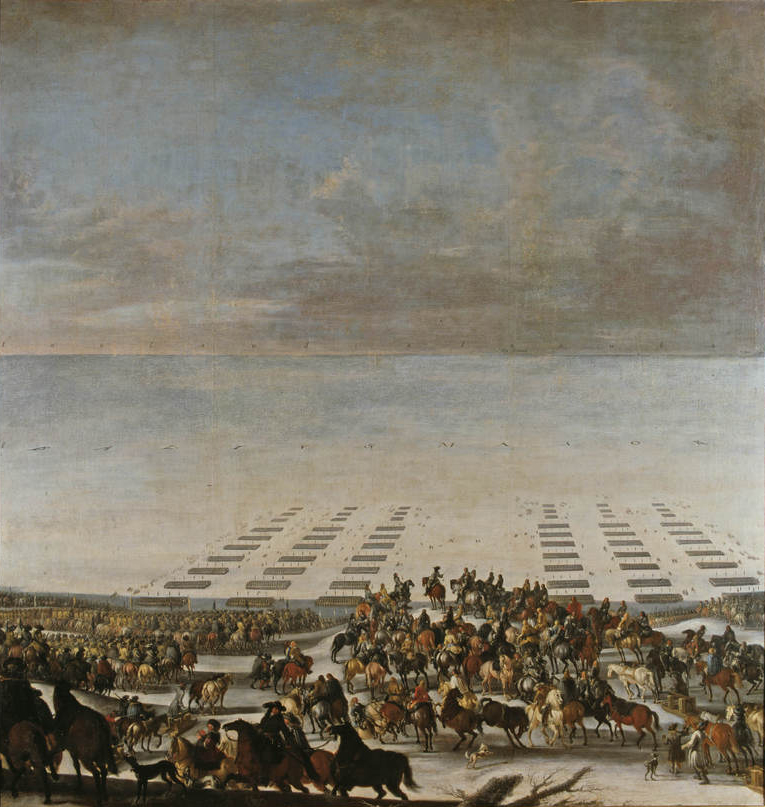
Tåget över Stora Bält 1658. Målning av Johann Philip Lemke.

På morgonen den 6 februari nådde Karl X Gustav Rudkøbing på Langeland och begav sig snabbt tvärs över ön till färjestället vid Longelse kyrka. Vid middagstid samma dag nådde han Tårs färjeläge på Lolland. På kvällen blev Nakskov omringad av ett svenskt kavalleriregemente under överste Overbecks ledning. En svensk trumpetare skickades till Nakskov och uppmanade den danska garnisonen som (utrustad med 40 kanoner) uppgick till 150 soldater, varav 75 man ur Svend Povlsens dragonskvadron, och 1 500 uppbådade bönder, att kapitulera. Trots att kommendanten, överste Franciscus Edmond, vägrade att ge upp, vek snart försvarsviljan och borgerskapet tog saken i egna händer. Borgarna slog ner bondesoldaterna på muren och förnaglade kanonerna. På natten till den 7 februari öppnades stadens port och borgarna skickade en delegation som överlämnade stadens nycklar till Ulfeldt. Han var kungens representant, eftersom denne valde att gå runt Nakskov och skynda vidare med huvuddelen av armén. På morgonen den 7 februari gick en svensk trupp in i staden, tillfångatog soldaterna och avväpnade bönderna för att sedan skicka hem dem till sina gårdar. Svante Banér utsågs till kommendant och fick 600 man till att bilda en garnison. Samma dag var 600 danska fotsoldater på väg till Nakskov för att förstärka den danska garnisonen, men de råkade på en svensk ryttartrupp som tog dem tillfånga. Kungen övernattade vid Orebygård och den 8 februari marscherade han över Sakskøbing och Guldborg Sund till Falster.
Bakom kungen följde Wrangel, som inte kunde gå över isen från Nyborg och därför marscherade till kungens utgångspunkt i Svendborg. Han tog med sig omkring 3 000 soldater, varav 1 700 fotsoldater, 1 000 ryttare och 200 artillerister med 16 kanoner. På morgonen den 7 februari bröt Wrangel upp från Nyborg och efter en tio timmar lång ilmarsch kom han fram till Tranekær Slot på Langeland. Den 8 februari gick Wrangel över Stora Bält, på en nordligare rutt än vad kungen gick, och anlände senare till Halsted Kloster på Lolland, där han övernattade med sina trupper. Den 9 februari fortsatte Wrangel till Sakskøbing, där han fick kungens tillåtelse att låta sina utmattade trupper vila ut till den 10 februari. På eftermiddagen den 11 februari återförenades Wrangels styrka med Karl X Gustavs vid Vålse.
Karl X Gustav vilade sina trupper under två dagar efter den forcerade och riskfyllda ismarschen. Förbanden fördes samman, och i sitt läger vid Vålse förfogade han över 5 000 ryttare, 2 500 fotsoldater och omkring 20 fältkanoner. Den 11 februari bröt kungen upp med spaningsförband och ryckte över Grønsund och öarna Bogø och Farø till Själland, intog Vordingborg och fortsatte vidare. Kungen red med en spanande förtrupp på 600 ryttare norrut på Själland och mötte ambassadören Meadows och de danska fredsförhandlarna Gersdorf och Skeel. Kungen fick vända tillbaka och inleda fredsförhandlingar i Vordingborg senare samma dag, men han ville fortsätta att sätta press på de danska trupperna. Den 12 februari bröt hela den svenska armén upp från Vålse och nådde Præstø under samma dag. Den 13 februari ryckte svenska förband in i Køge, som tidigare övergivits av de danska trupperna. Där gjordes en dags uppehåll för att rekognoscera omgivningen. Den 15 februari passerades Køge krog och de främsta svenska förbanden nådde Torslunda Magle, endast 22 kilometer från Köpenhamn, samtidigt som de danska trupperna drog sig undan. Sedan 5 februari bestod Köpenhamns försvar av 4 000 ryttare, 1 200 fotsoldater och 2 000 matroser, dessutom 3 000 beväpnade borgare. Trots danskarnas numerära överlägsenhet vek försvarsviljan även i huvudstaden, och på kvällen den 15 februari fick Karl X Gustav ett meddelande från ambassadören Meadows att Fredrik III var alltmer pressad och redo att förhandla om allt och inte hade några begränsade villkor. Därmed hejdades den svenska arméns framryckning, och Karl X Gustav fokuserade mer på fredsförhandlingarna.

## Freden i Roskilde

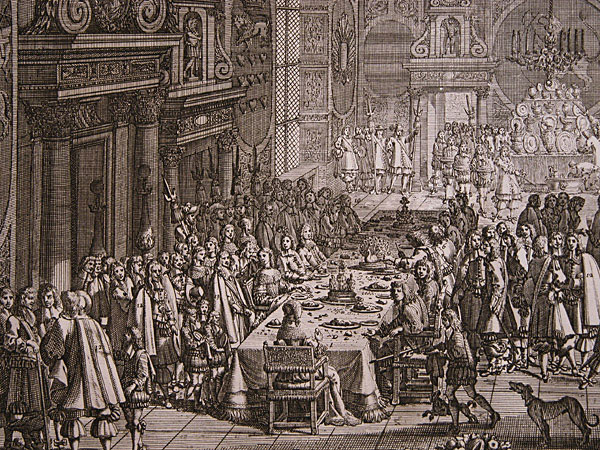
Fredstaffeln i Frederiksborgs slott till firandet av freden i Roskilde. Målning (1658) av Erik Dahlbergh.

Slutförhandlingarna förlades till Roskilde, och den 26 februari undertecknades traktaterna i Roskilde domkyrka. Det svenska militära övertaget var massivt och svenska trupper ockuperade nästan hela Danmark. Men samtidigt hade Karl X Gustav bråttom att få till stånd en fred innan andra stater grep in på Danmarks sida. Därför reducerades de svenska kraven steg för steg. Slutresultatet blev ändå en katastrof för Danmark. Resultatet blev att Danmark avträdde Skåne, Blekinge, Bohuslän, Halland (nu permanent), Bornholm och Trondheims län till Sverige. Med samtliga provinser, bortsett från Trondheims län, inrättade Karl X Gustav ett nytt generalguvernement med Gustaf Otto Stenbock som generalguvernör. Eftersom Stenbock befann sig ute i fält, dröjde det fram till den 18 mars då kungen kunde överlämna fullmakten om tjänsten till Stenbock, i samband med ett möte i Kristianstad. Vidare skulle Danmark enligt traktaterna betala dyra skadestånd till Sverige; landet skulle inte ha samröre med Sveriges fiender och flera danska arméförband och fartyg skulle överlämnas till Sverige.
Den 1 mars lämnade en svensk expeditionskår på 2 000 man under Clas Totts ledning Själland och seglade till den skånska kusten. Soldaterna övertog de skånska fästningarna och de danska garnisonerna sändes till hamnarna vid Öresund för att transporteras över till Själland medan de utskrivna skånska soldaterna avväpnades och skickades hem till sina gårdar. Den 5 mars, efter att ha stannat i Frederiksborgs slott som Fredrik III:s gäst, begav sig Karl X Gustav till Helsingör för att med Fredrik III:s kungsskepp segla över till Helsingborg, där han blev mottagen av ärkebiskop Peder Winstrup och det skånska prästerskapet. Den 9 mars höll Karl X Gustav sitt intåg i Malmö, där han mottog en trohetsförsäkran från Skånelandskapens adelsmän, präster, borgare och bönder. Den 13 mars marscherade fältmarskalk Axel Lillie från Kalmar med 500 man in i Blekinge och intog Kristianopel den 15 mars. Den 18 mars gick Erik Stenbock med generalmajor Harald Stake in i Bohuslän från Västergötland och intog Bohus fästning. I slutet av april landsteg generalguvernören Johan Printzensköld på Bornholm med 100 svenska soldater och fyra kanoner, och den 10 maj överlämnades staden Trondheim till landshövdingen i Falun Lorentz Creutz och den blivande svenske guvernören Claes Stiernsköld.

## Andra danska kriget
Under månaderna efter Roskildefreden hade Karl X Gustav sett större problem hopa sig. Sverige var fortfarande i krig med Polen, Ryssland, Österrike och Brandenburg, och Karl X Gustav fruktade därför ett allierat angrepp i syfte att riva upp Roskildefreden. Karl X Gustav beslöt sig för att förekomma ett sådant angrepp genom att redan den 5 augusti 1658 förklara krig mot Danmark i syfte att utplåna Danmark som självständig stat, för att därefter dela in landet i fyra guvernement och säkra Öresundstullinkomsterna. Svenska trupper stod efter Roskildefreden fortfarande kvar på de danska öarna, förutom på Själland, vilket Karl X Gustav utnyttjade genom att den 6 augusti 1658 landstiga på Korsør, i spetsen för 5 200 soldater. Den 6 september samma år intogs Kronborg och tidigare den 11 augusti inledde Karl X Gustav en belägring av Köpenhamn, i syfte att svälta stadens invånare till underkastelse. Detta misslyckades när Nederländerna anslöt sig till kriget på den danska sidan och de förenade danska och nederländska flottorna besegrade den svenska flottan i slaget i Öresund den 29 oktober, varefter holländarna kunde leverera förnödenheter till Köpenhamns invånare. Den svenska belägringen fortsatte dock och kulminerade i en avgörande svensk stormning under natten mellan den 10 och 11 februari 1659, men denna stormning slutade med att svenskarna tvingades till reträtt. En armé av trupper från Brandenburg, Polen och Österrike gick sedan till angrepp mot de svenska trupperna i Jylland. Svenskarna retirerade till Fyn och efter slaget vid Nyborg den 14 november 1659 tvingades svenskarna kapitulera inför övermakten. Under början av 1660 blev Karl X Gustav hastigt sjuk och den 13 februari avled han i Göteborg, i sviterna av lunginflammation. Med kungens död förändrades den storpolitiska scenen. Sverige undertecknade freden i Oliva den 23 april 1660 med Polen, Österrike och Brandenburg. I freden i Köpenhamn den 27 maj samma år återlämnades Bornholm och Trondheims län till Danmark, men de övriga landavträdelserna i Roskildefreden bekräftades.

## Analys
Lars Ericson Wolke redogör i sin bok 1658: tåget över Bält att det finns flera faktorer till varför Karl X Gustav gick segrande ur kriget. På papperet var Danmarks och Sveriges arméer relativt jämbördiga med en viss övervikt för den danska armén och flottan. Men den svenska armén var mer stridserfaren och hade en ledning som var betydligt mer målmedveten och hänsynslös än den danska ledningen. Rent strategiskt och operativt var Karl X Gustavs beslut om att inleda ett fälttåg mot Danmark ett oförnuftigt beslut, då han ännu inte hunnit avsluta sitt pågående fälttåg i Polen. Men för kungen och den svenska ledningen var Danmark högre prioriterat än Polen, och marschen mot Jylland gav Sverige en möjlighet att dra sig ut ur det man betraktade som det polska träsket med äran i behåll.
Från det ögonblick som den svenska armén marscherade upp i Jylland hade man skaffat sig initiativet i kriget. Nu agerade svenskarna, medan danskarna reagerade. Svenskarna pressade hela tiden danskarna genom nya och överraskande drag, som aldrig gav den danska ledningen tid och lugn att planera och genomföra egna drag. När sedan isbildningen på Bälten två gånger hjälpte svenskarna ur besvärliga lägen, ökade pressen på Danmark ytterligare. Utöver det led den danska underrättelsetjänsten av allvarliga brister, trots att striderna skedde i hjärtat av dess eget land. Oftast hade danskarna en mycket vag uppfattning om den svenska armén, både gällande hur stor den var och exakt var den befann sig, och detta ledde till en tilltagande osäkerhet hos den danska ledningen. Vidare hyste Fredrik III och hans rådgivare hela tiden förhoppningen om att Nederländerna, och kanske även Österrike och Brandenburg, i sista stund skulle komma till deras undsättning. Även i detta avseende hyste den danska ledningen fruktlösa förhoppningar. Slutresultatet av detta blev att den ständiga svenska pressen, parad med ett danskt underrättelsemörker, ledde till panik i det danska försvaret först på Fyn och sedan på Lolland och Själland, vilket på ett mycket logiskt sätt ledde fram till "panikfreden" i Roskilde.
Väl återkommen, och innan han tog beslutet om att marschera över Bälten, stod Karl X Gustav och hans armé inför en hotande katastrof, emedan armén var isolerad och hotades av inringning ifall en österrikisk-polsk armé skulle ha anfallit i dess rygg. Om isen på Stora Bält inte hade lagt sig, hade kungens armé fångats mitt i det danska riket utan möjlighet att ta sig därifrån på egen hand. Kungens beslut lyckades avvärja den hotande katastrofen, mycket tack vare en kombination av tur och djärvhet. Samma sak kan påpekas om själva ismarscherna, då två ryttarskvadroner gick igenom isen på Lilla Bält och drunknade. Om huvuddelen av styrkan hade gått under hade eftervärlden sannolikt fördömt Karl X Gustav och hans rådgivare för beslutet om att korsa isen, ett beslut som i så fall skulle ha fått förödande konsekvenser för stormakten Sverige. Detta skedde dock inte, och en potentiell katastrof förvandlades till en enorm militär framgång som i sin tur resulterade i den mest vinstrika fred som Sverige någonsin har undertecknat. För Danmark blev Roskildefreden en katastrof som stympade riket hårt.

## Eftermäle
Tåget över Bält och den därav resulterande Roskildefreden har under lång tid betraktats som en framgångssaga i svensk historia, liksom en beundransvärd prestation eftersom Karl X Gustav och den svenska armén genomförde fälttåget med förhållandevis mycket små förluster som följd. I den nationalromantiska historieskrivningen under 1800-talet och början av 1900-talet lyftes Karl X Gustav fram som den kung som gav Sverige dess nuvarande och "naturliga" gränser. Fälttåget har utlöst en långvarig diskussion bland historiker, dels kring frågan ifall Karl X Gustavs krigspolitik var till gagn eller skada för Sverige, dels kring Erik Dahlberghs roll i beslutsfattandet om den svenska arméns marsch över isarna. Beslutet i sig har dock sällan diskuterats eller ifrågasatts, trots dess avgörande betydelse för såväl den svenska arméns som det svenska stormaktsrikets framtid.

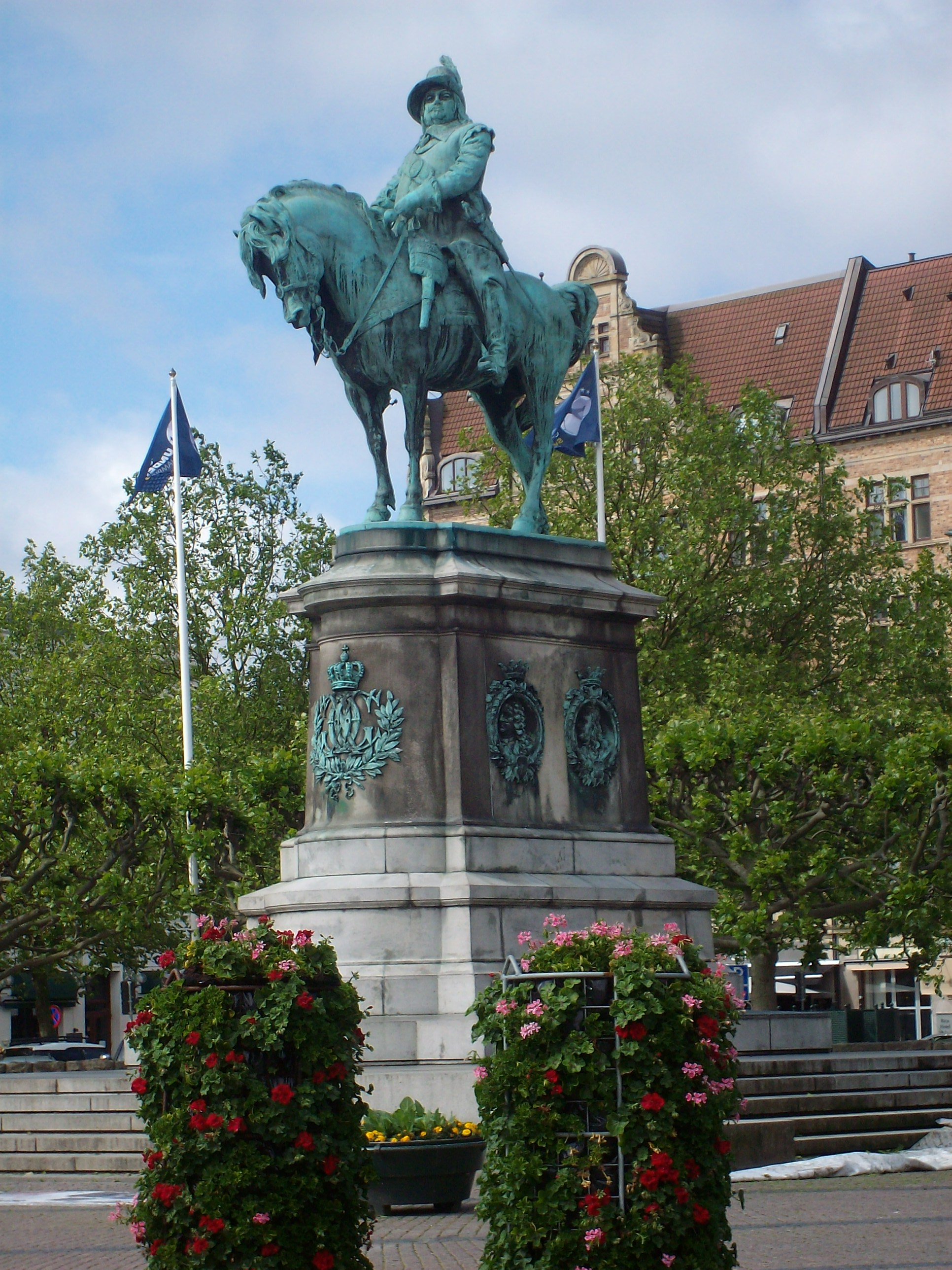
John Börjesons ryttarstaty av Karl X Gustav på Stortorget i Malmö.

Den förste historiker som skildrade fälttåget och Karl X Gustavs handlingar var rikshistoriografen Samuel von Pufendorf i verket De rebus a Carolo Gustavo gestis (Karl X Gustavs bragder), som skrevs på uppdrag av Karl X Gustav och fullbordades i tryckt skick år 1696. Pufendorf använde olika källor som skildrade händelseförloppet, såsom Hugues Terlons och Philip Meadows relationer och den svenske sekreteraren Edvard Ehrenstéens anteckningar. Enligt dessa tre var det Karl X Gustav som var den drivande aktören och som tog de avgörande besluten i fälttåget, ibland i strid med hans rådgivares varningar. Enligt Pufendorf var Karl X Gustav den ensamme hjälten och Roskildefreden endast kungens förtjänst. Bilden av omständigheterna kring de avgörande beslutstillfällena i Frederiksodde och på Fyn komplicerades när Erik Dahlberghs självbiografi och utdrag ur hans dagbok trycktes 1757 respektive 1785. I båda dessa verk lyfter Dahlbergh fram sin egen roll för kungens beslut att gå vidare över Stora Bält; det var hans rekognosceringar, och att det faktum att han personligen framförde rapporten om isförhållandena till kungen, som satte igång processen, och detta var därmed den drivande kraften bakom kungens avgörande beslut. I de resulterande diskussionerna i Nyborg var det Dahlbergh som övertalade kungen att våga sig ut på isen, medan Wrangel och Corfitz Ulfeldt avstyrkte detta. År 1786 skrev Carl Gustaf Nordin en biografi över Erik Dahlbergh, och konstaterade att "på Dahlberghs ord sker Tåget över Bält; och utan densamma hade Sverige varit några landskap ringare, och världen hade haft ett hjälteverk mindre att beundra".
Anders Fryxell kritiserade hjältebilden av Karl X Gustav i Berättelser ur svenska historien, (som utkom i 49 delar 1828–1893) och betraktade kungens krigspolitik som moraliskt orättfärdig. Fryxell fick mothugg av Wilhelm Erik Svedelius, som 1844 menade att man inte kunde lägga moraliska värderingar på statsmäns handlingar, och ansåg att statens bästa var synonymt med det moraliskt goda. Fryxell gick 1855 till motattack och jämförde Karl X Gustavs anfall på Danmark 1658 med Rysslands angrepp på Sverige 1808, där det sistnämnda ledde till förlusten av Finland.

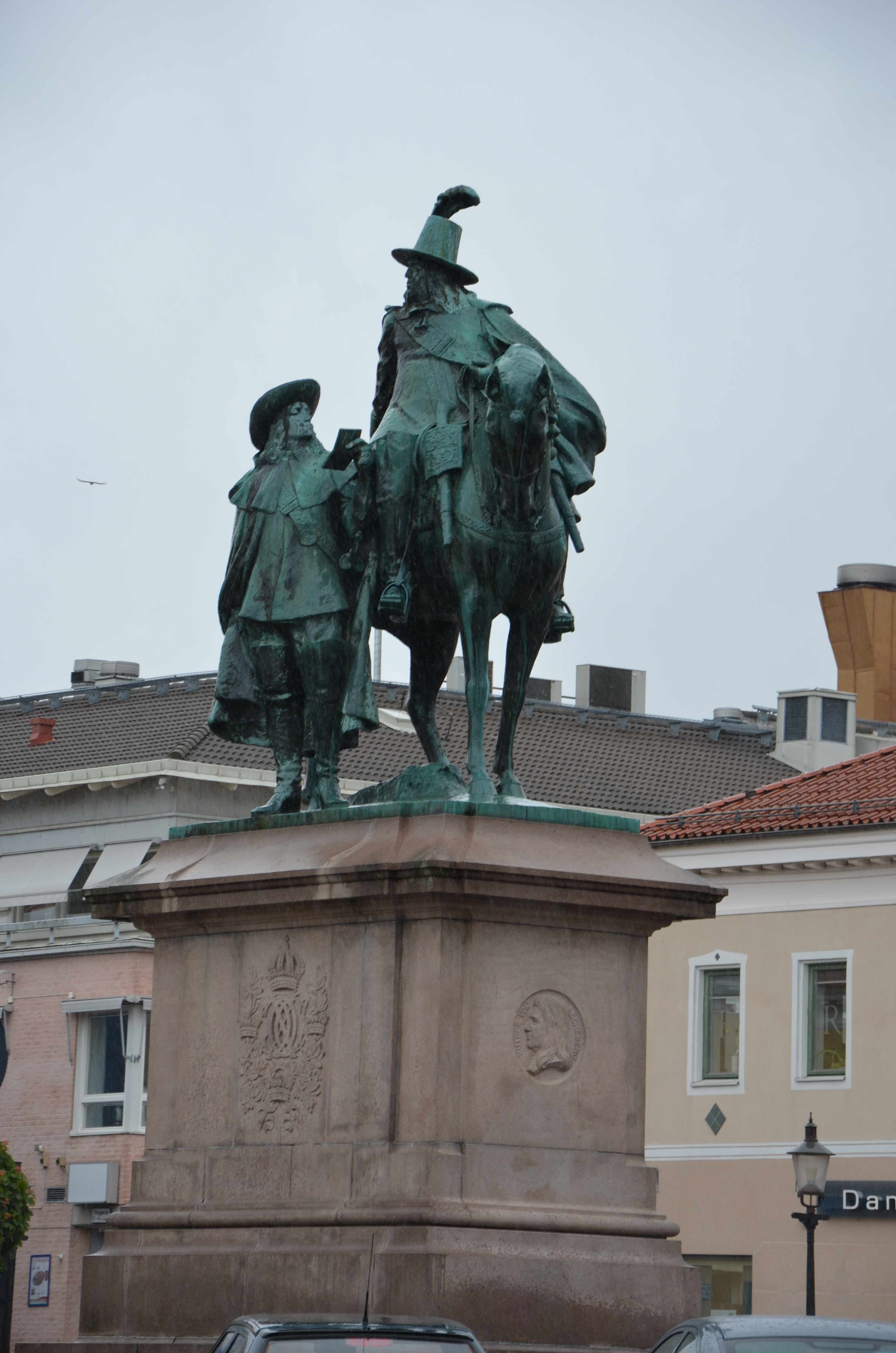
Theodor Lundbergs ryttarstaty på Kungstorget i Uddevalla föreställande Karl X Gustav med Erik Dahlbergh vid sin sida.

Erik Gustaf Geijer konstaterade att Erik Dahlbergh var "den närmaste upphovsmannen" bakom kungens beslut att gå över Bält. Efter Geijer gjorde flera danska och svenska historiker samma bedömning av Dahlberghs roll, exempelvis Ernst Ericsson, men vissa, som framhållits av Curt Weibull, har diskuterat Ulfeldts roll i skeendet. Detta synsätt har uttryckts främst hos Julius Albert Fridericia och Fredrik Ferdinand Carlson, där den sistnämnde 1855 framhöll hur Wrangel och Ulfeldt argumenterade emot en marsch ut på isen och nästan övertygade Karl X Gustav att avblåsa marschen tills Dahlbergh i en enskild överläggning fick kungen på andra tankar. Carlson betraktade Karl X Gustav som den man som gav Sverige dess naturliga gränser, och som en tidig skandinavist vars krigspolitik strävade efter hela Nordens enhet och bästa. Fridericia betraktade inte Karl X Gustav som någon skandinavist, men han var av samma mening som Carlson om att "det blev Erik Dahlbergh, hvis Raad kom ti at bestemme Nordens Skæbne".
Beslutsprocessen bakom tåget över Bält granskades kritiskt av Gustaf Björlin 1921. Björlin framhöll de källkritiska svagheterna med Dahlberghs dagbok och memoarer, som släpptes långt efter händelseförloppet, när författaren hade facit i hand och hade ett uppenbart behov av att främja sin egen karriär genom att framlyfta sina tidigare bedrifter i den döde kungens tjänst. Senare i Dahlberghs liv blev han en av Sveriges mäktigaste män och främste militärer, vilket enligt Björlin framkallade hos honom ett behov av att putsa till sin tidiga karriär. Björlin konstaterade att Dahlberg "skapat sin historia utan vittnen", då det inte går att belägga Dahlberghs relation utifrån andra källor. Björlins granskning av Dahlberghs texter passerade oförmärkt av andra forskares och författares framställningar av tåget över Bält. Det var först år 1948 som Curt Weibull tog upp Björlins tråd när han i ett föredrag inför det nordiska historikermötet i Lillehammer avvisade Dahlberghs skrifter som sentida berättelser utan något faktamässigt historiskt värde. Vidare framhöll Weibull att det var Ulfeldt som spelade en viktig roll i kungens beslut att gå över Bält. Weibull fick mothugg av flera forskare och debatten fortsatte när han återkom till ämnet i en uppsats 1954. Weibull fick dock understöd av Hans Villius, som kritiskt granskade hur Dahlbergh byggde upp framställningen i sina relationer om de danska krigen. Vidare ansåg Alf Åberg i sin bok När Skåne blev svenskt från 1958 att Dahlberghs berättelser var mycket otillförlitliga som källor och att denne med all sannolikhet hade överdrivit sin egen roll.
| ”            | "Han (Dahlbergh) var generalkvartermästare vid armén och hade som sådan att rekognoscera kvarteren och vägarna, men denna gång hade han sölat på färden och kungen hade därför måst skicka ut andra rekognoscörer. Deras vittnesbörd har vägt lika tungt som Dahlberghs. Han var inte med på själva marschen utan vägen över öarna till Själland måste ha utpekats av andra. Dahlberghs uppgifter att Wrangel och Ulfeldt avrått från ismarschen har dessutom visat sig oriktiga. Wrangel var nitiskt sysselsatt med att utröna isens bärkraft på sitt avsnitt, och Ulfedt stod vid kungens sida, då det avgörande beslutet fattades. Det råder ingen tvekan om att det var kungen och inte Dahlbergh som tog initiativet och bar ansvaret för äventyret." | „ |
| – Alf Åberg. | |   |

Weibulls och Björlins synsätt har sedan 1950-talet fått ett kraftigt genomslag hos andra forskare, då den så kallade Weibullskolan under 1940- och 1950-talen kom att dominera svensk historieskrivning. Arne Stade var dock inte övertygad av Weibull; år 1957 ansåg Stade att man i Dahlberghs framställningar ändå kunde finna "den reella och psykiska verklighet" som döljer sig bakom den dramatiserade framställningen av hur beslutet om ismarschen fattades. Stades synsätt kom till uttryck i det stora forskningsprojekt kring Karl X Gustav som Militärhögskolans militärhistoriska avdelning bedrev mellan 1965 och 1979. Dessutom har en del forskare åter velat tillerkänna Dahlbergh ett visst källvärde, trots de källkritiska svagheterna i hans skildringar. I boken Den oövervinnerlige från 2000 av Peter Englund skildras Dahlbergh som att han hade ett visst inflytande på den beslutsprocess som ägde rum på Fyn. I den populärvetenskapliga genren har tåget över Bält skildrats i bland annat Carl Grimbergs bokverk Svenska folkets underbara öden, som från 1910-talet och senare kom att dominera många svenskars historiesyn, och där Karl X Gustav hyllas för sin djärva ismarsch. I Grimbergs och Hugo Uddgrens bok Svenska krigarbragder, som skildrade fälttåget i kapitlet "En bragd utan like i världshistorien", framhölls Carlsons åsikt om att Roskildefreden "jämte freden i Brömsebro var den värdefullaste fred vårt land någonsin tillkämpat sig, ty bägge i förening gåvo Sverige dess än i dag bevarade naturliga gränser".

### Minnesmärken och kulturella referenser

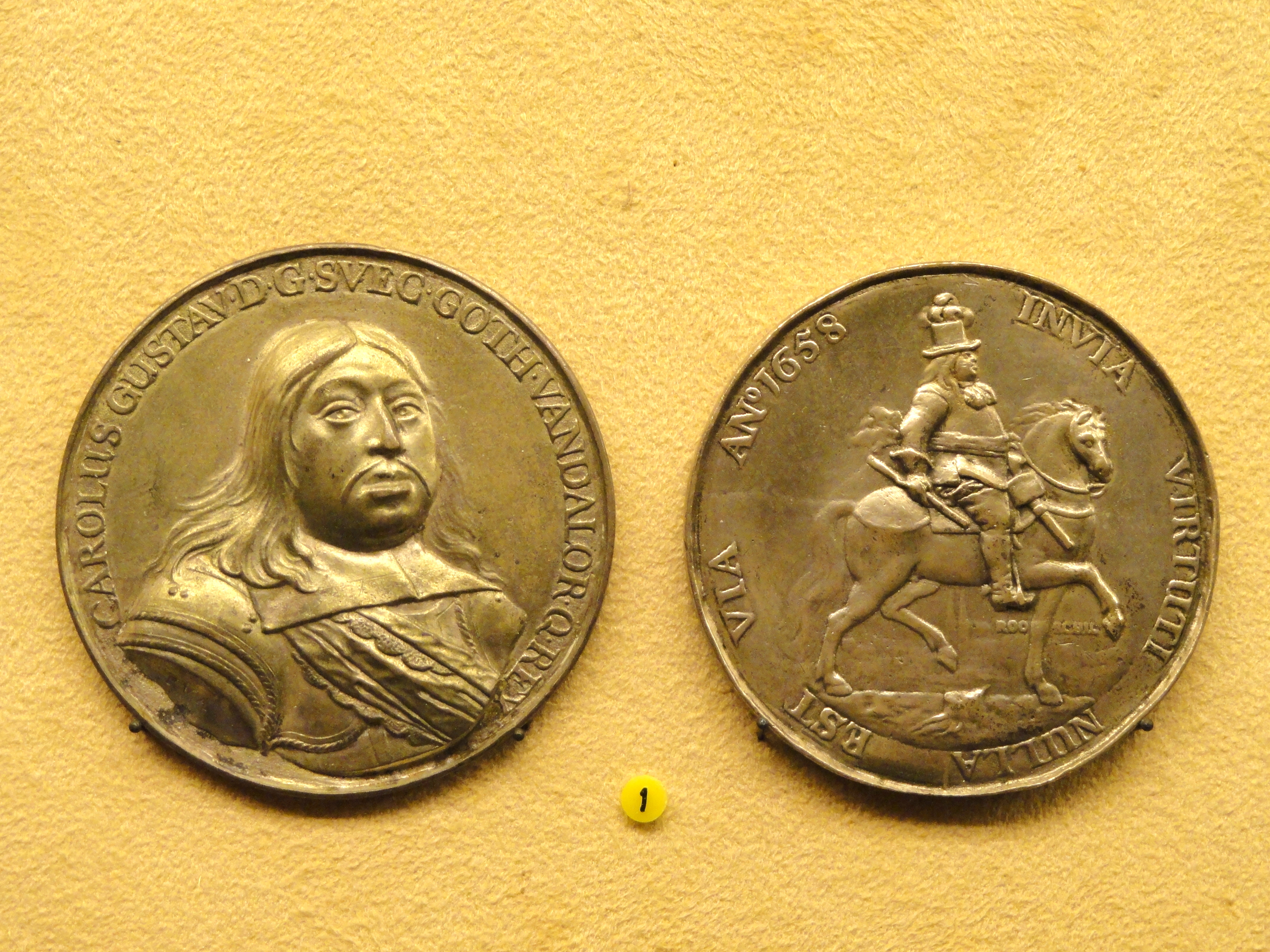
Medalj slagen av Pieter van Abeele till minne av Tåget över Bält.

Redan i samtiden skildrades det första danska kriget och tåget över Bält av skalden Georg Stiernhielm i verket Discursus Astropoeticus, som dock inte var en traditionell hjältehyllning av skeendet. Först under 1700-talet gjordes några försök av svenska skalder att skapa ett svenskt klassiskt heroiskt epos. Hedvig Charlotta Nordenflycht skrev 1754 dikten Tåget öfver Bält där hon framställde händelserna under Karl X Gustavs regeringstid som ett resultat av övernaturliga krafters spel. Hon tävlade med dikten i Vitterhetsakademiens första pristävling, men vann inget pris. Akademiens sekreterare Olof von Dalin anklagades för att medvetet ha undanhållit dikten från drottning Lovisa Ulrika och Vitterhetsakademiens medlemmar. År 1785 publicerade Gustaf Fredrik Gyllenborg diktverket Tåget öfver Bält. Varken Nordenflychts eller Gyllenborgs verk rönte dock någon framgång hos den stora publiken. Arnold Munthe skrev teaterpjäsen Tåget öfver Bält, som uppsattes den 12 februari 1920 på Dramaten i Tor Hedbergs regi.
I samband med Nordiska industri- och slöjdutställningen i Malmö 1896 restes en ryttarstaty föreställande Karl X Gustav på Stortorget i Malmö. Statyn skapades av John Börjeson och drivande bakom projektet var politikern Carl Herslow tillsammans med historikern Martin Weibull, som höll högtidstalet den 28 juni 1896. Weibull framförde Karl X Gustavs långsiktiga försök att förena de nordiska folken på 1650-talet. År 1908 firades 250-årsminnet av Roskildefreden i Malmö. På Kungstorget i Uddevalla invigdes 1915 Theodor Lundbergs staty föreställande Karl X Gustav beledsagad av Erik Dahlbergh. Även i Stockholm planerades för en staty av kungen, och efter en långdragen process, främst på grund av den svensk-norska unionens upplösning, invigdes en ryttarstaty framför Nordiska museets byggnad den 6 juni 1917, en staty skapad av Gustaf Malmquist. Malmquists staty fick estetisk kritik från August Brunius i Svenska Dagbladet, och Hjalmar Söderberg föreslog att statyn borde ha smälts ned till nödmynt. På senare tid har Börjesons staty i Malmö blivit föremål för diskussioner bland stadens invånare och kommunpolitiker.
Fälttåget har skildrats i flera avbildningar, både i målningar och i kopparstick. Bataljmålarna Johann Philip Lemke (1631-1711) och Carl Andreas Dahlström (1806-1869) skildrar Karl X Gustavs armé på isen i täta formationer och prydliga fyrkanter, när de i verkligheten spred ut sig, gick på flera meters avstånd och ledde sina hästar för att isen inte skulle brista. Lemke utförde dessa målningar med ledning av Erik Dahlberghs teckningar eller gravyrer och under dennes inseende. Lemkes målningar är upphängda i Karl X Gustavs galleri i Drottningholms slott. Gustaf Cederström gjorde en målning som 1912 uppfördes i Riddarhuspalatsets trapphus, föreställande Karl X Gustav till häst med Dahlbergh som till fots visar vägen över det isbelagda Stora Bält. Karl X Gustav slog efter Roskildefreden en medalj, skapad av Johan Georg Breuer, med inskriften på latin: "Natura hoc debuit uni" ("Denna hjälp var naturen skyldig att ge en enda man"). Andra medaljer till minne av fälttåget har slagits av Pieter van Abeele och Arvid Karlsteen.
Tåget över Bält gav upphov till gatunamnet Bältgatan i Östermalm i Stockholm, och även i Göteborg, Kungsör och Råå.